# 大涅瓦河
大涅瓦河（羅馬化：Bolshaya Neva）是涅瓦河最大的分流。起点位于宫廷桥。从瓦西里岛、古图耶夫斯基岛和卡诺涅尔斯基岛之间穿过，往西流入涅瓦湾。

## 概况
全长约3.5公里，河宽从200米到400米，水深8.2-12.8米，平均水量1520立方每秒（占涅瓦河径流量的60%）。

## 人文设施
- 两座跨河桥梁:
  - 宫廷桥
  - 圣母领报桥